# Cesare Maldini
Cesare Maldini (n. 5 februarie 1932 - d. 3 aprilie 2016) a fost un fotbalist și antrenor italian. Maldini a jucat pentru Italia la Campionatele Mondiale de Fotbal din 1962 și 1966. Este tatăl fotbalistului Paolo Maldini.
A murit la vârsta de 84 de ani.

## Palmares

### Club
- Serie A: 4
  - 1954–55, Milan
  - 1956–57, Milan
  - 1958–59, Milan
  - 1961–62, Milan
- Cupa Campionilor Europeni: 1
  - Cupa Campionilor Europeni 1962-63, Milan

1. ↑   http://www.raisport.rai.it/dl/raiSport/Articoli/Calcio-e-morto-Cesare-Maldini-97dfa573-9303-4bff-8136-06a04bca743c.html Lipsește sau este vid: |title= (ajutor)
2. ↑  Cesare Maldini, Encyclopædia Britannica Online, accesat în 9 octombrie 2017